# ツースマルスハウゼンの戦い
ツースマルスハウゼンの戦い（ツースマルスハウゼンのたたかい、英語: Battle of Zusmarshausen）は三十年戦争中の1648年5月17日、神聖ローマ帝国、スウェーデン、フランスの間の戦闘。バイエルン選帝侯領のツースマルスハウゼンで戦われたこの戦闘において、スウェーデンとフランスの連合軍は勝利し、帝国軍は間一髪で全滅を免れた。
テュレンヌ子爵率いるフランス軍は大砲数門を鹵獲した後、スウェーデン軍と合流した。連合軍の人数は2万6千に上り、一方帝国軍は1万人しかいなかった。
この戦闘は三十年戦争の終盤の戦闘であり、ハプスブルク君主国と神聖ローマ帝国の衰退、およびフランスの大国化を象徴した。